# 野沢温泉
野沢温泉（のざわおんせん）は、長野県北部の下高井郡野沢温泉村にある温泉。

## 泉質
- 硫黄泉
  - 源泉温度42℃ - 90℃。

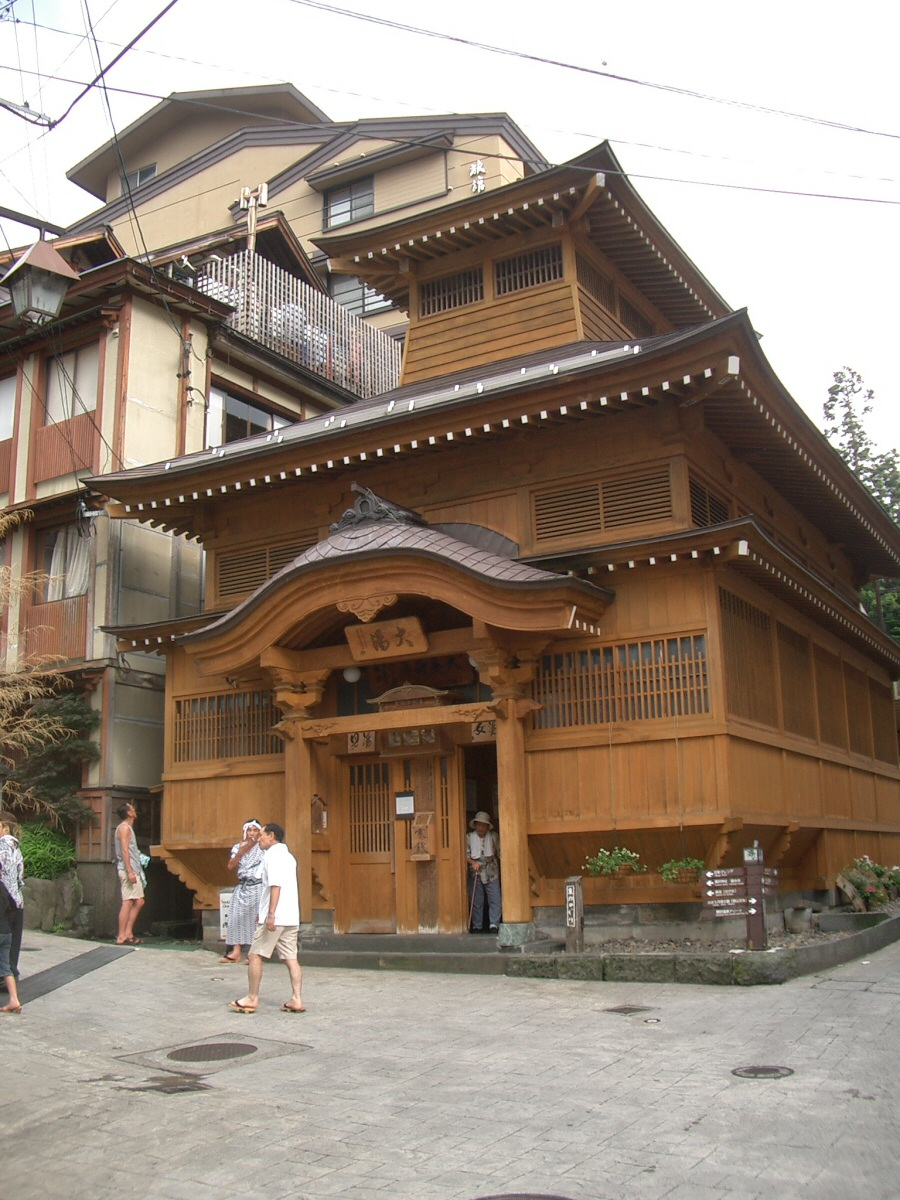
共同浴場「大湯」

熊の手洗湯の源泉が比較的低温だが、他の源泉は温度が高い。

## 温泉街
約100万年前に噴火した古い火山である毛無山（標高1650m）の裾野に、数多くの旅館や宿泊施設がある。共同浴場 大湯（おおゆ）の周辺には大小の旅館や土産物屋が密集している。温泉街の道路は狭く曲がりくねっており、また坂道が多いのが特徴である。斜面の上手（東側）には日本有数の規模を誇る野沢温泉スキー場が広がっており、その近辺にはスキー客用のペンションが多い。旅館街より南側はスキー客用の民宿街となっている。

### 共同浴場
野沢温泉の特徴として、13軒ある共同浴場（外湯）が挙げられる。これは地元の湯仲間（ゆなかま）という組織によって管理されていて、観光客にも開放されており、寸志で入浴できる。外湯巡りを特徴とする温泉は城崎温泉（兵庫県 豊岡市）が有名だが、城崎の各浴場が豪華に改築されつつあるのに対し、野沢温泉はいかにも質素で地元の人との会話もある。共同浴場「大湯」の前や「麻釜」の近くには足湯が存在する。また何軒かの旅館でも旅館の軒先に足湯を設けている。
なお、かつては24時間利用可能であった共同浴場も、利用者のマナーの問題から、近年は深夜は入場禁止になっている。
共同浴場の湯桶は、合成樹脂の黄色のケロリンが描かれた桶と、正露丸でお馴染みの大幸薬品の社章（ラッパのマーク）の焼印がされた木製の桶が置かれている。

野沢温泉の外湯（共同浴場）
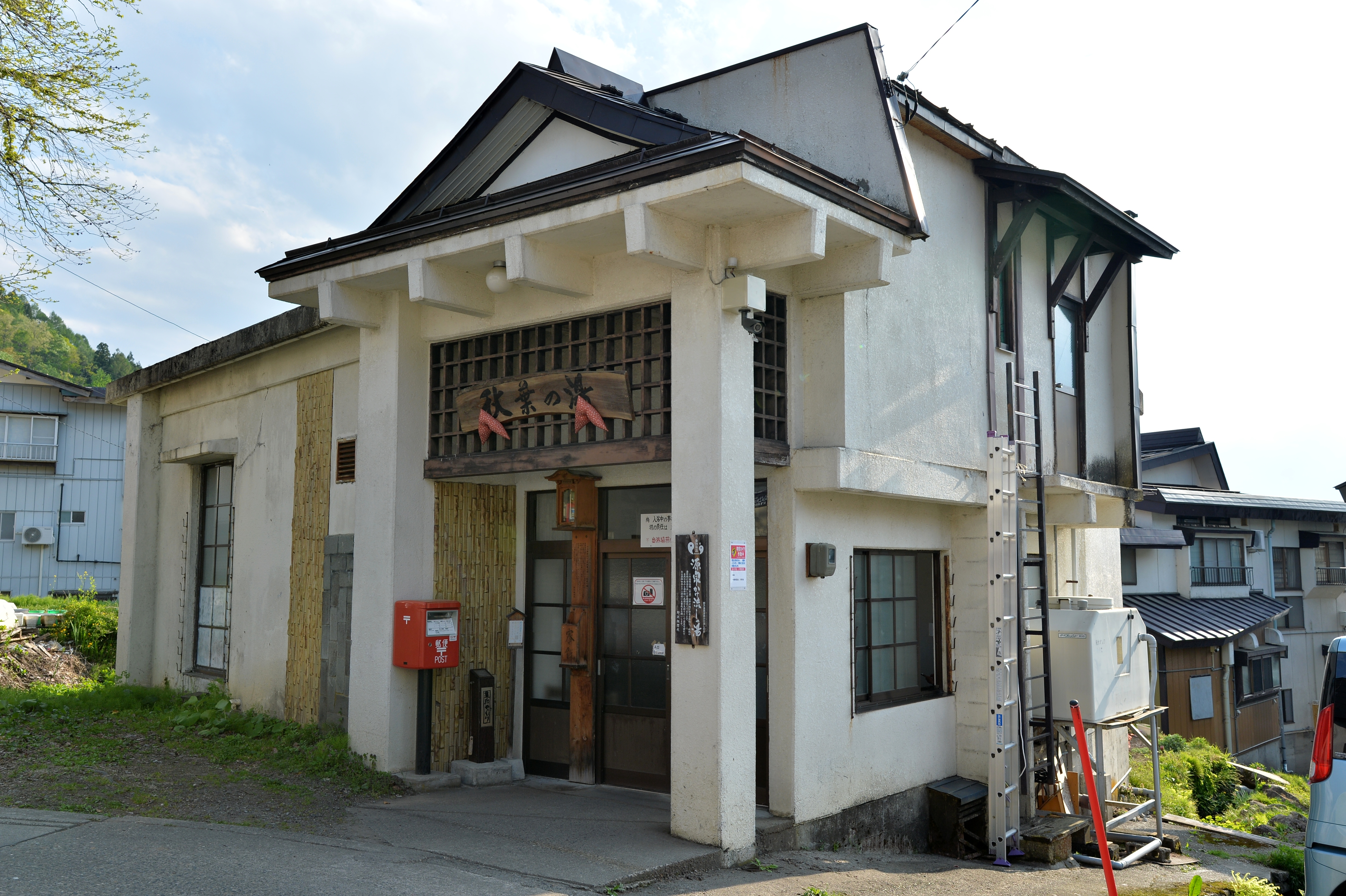
「秋葉の湯」
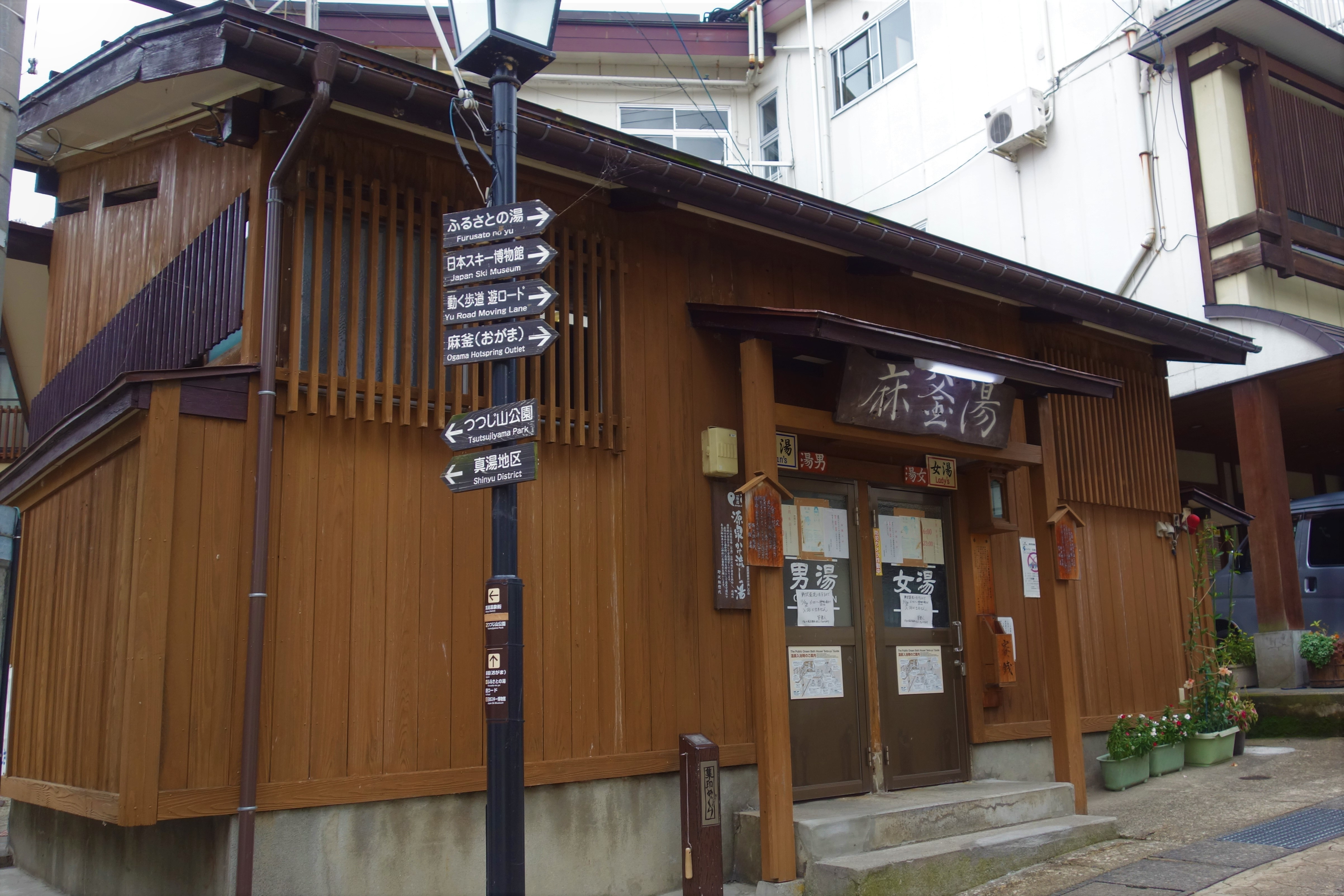
「麻釜湯」
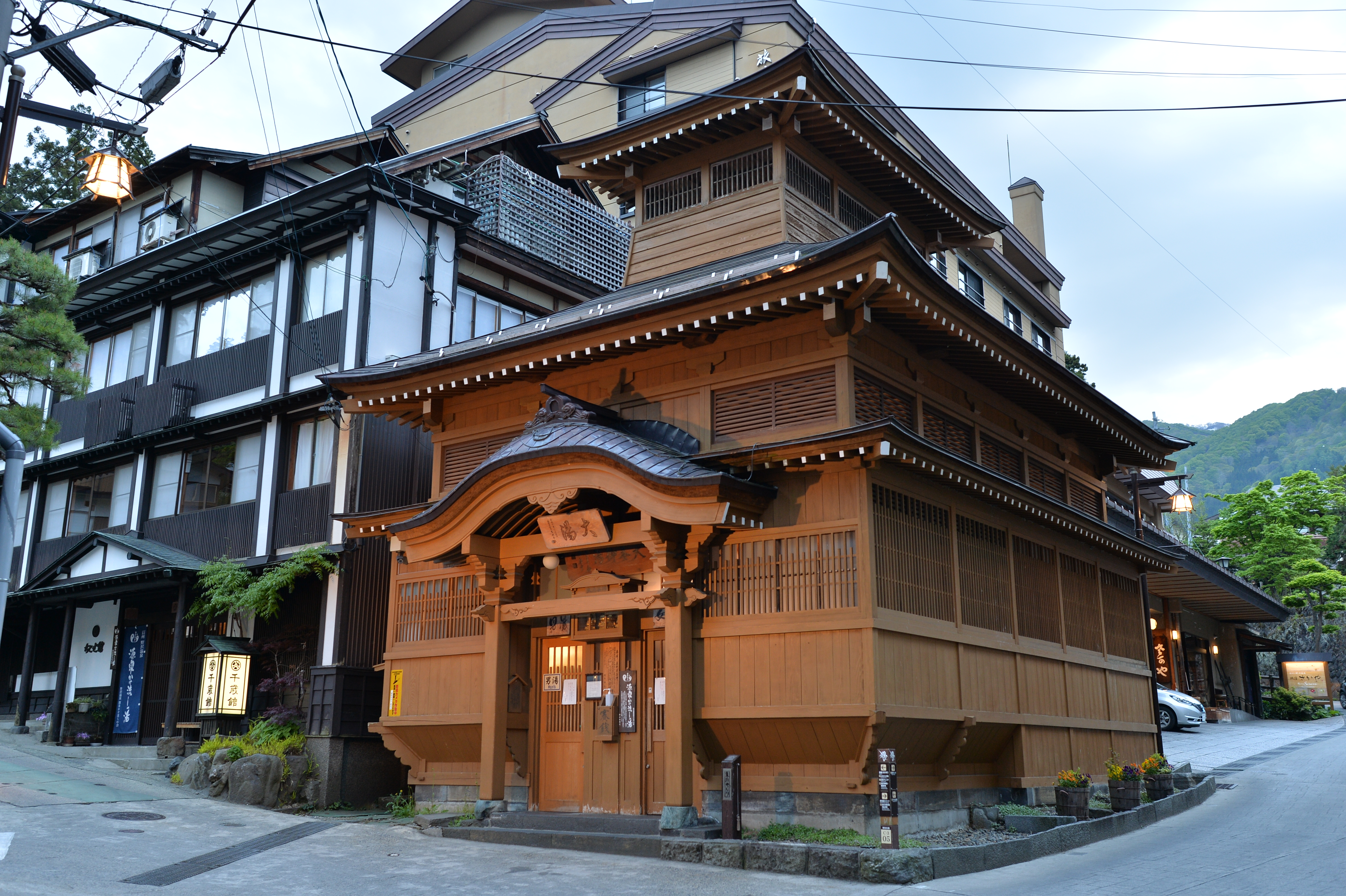
「大湯」
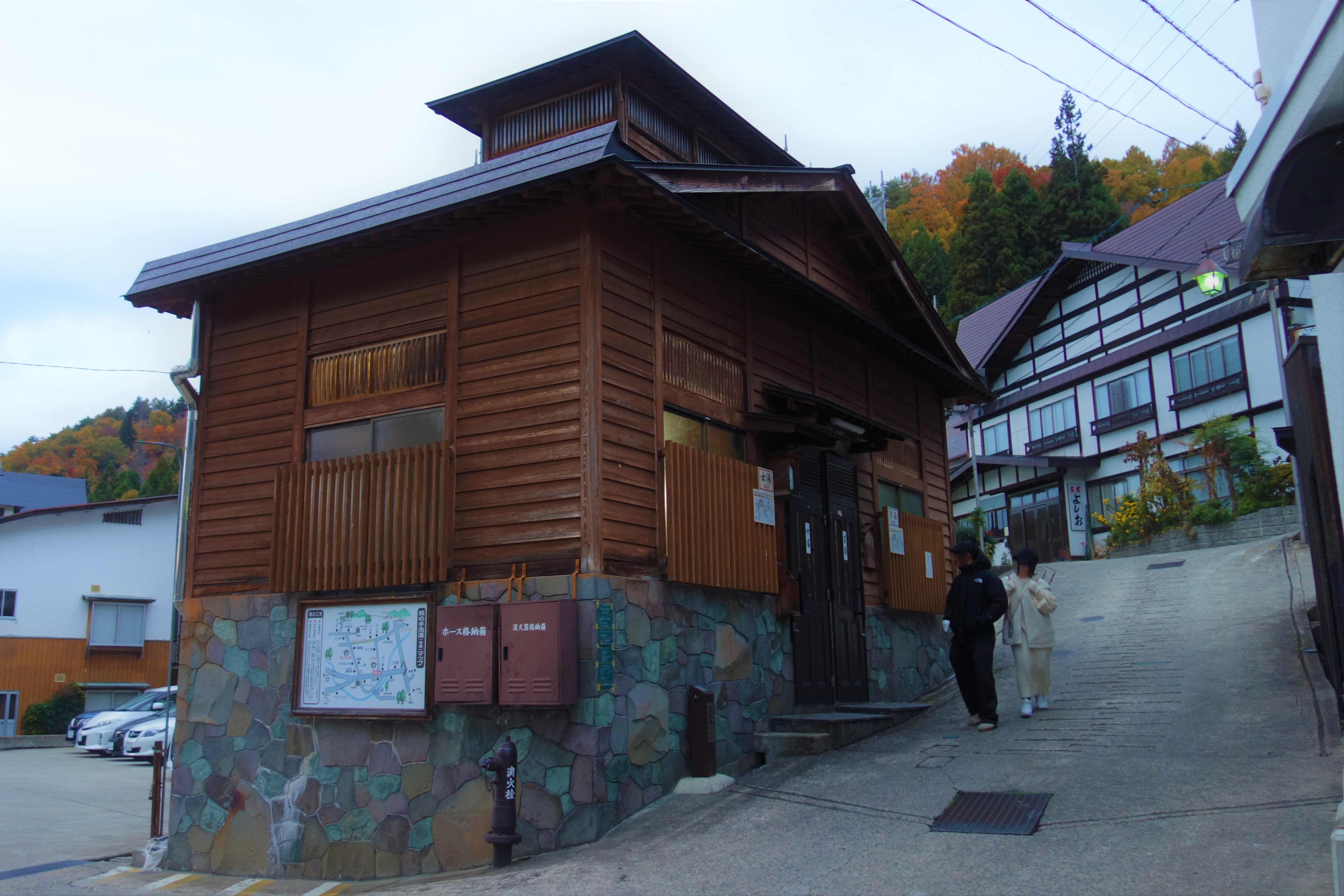
「上寺湯」
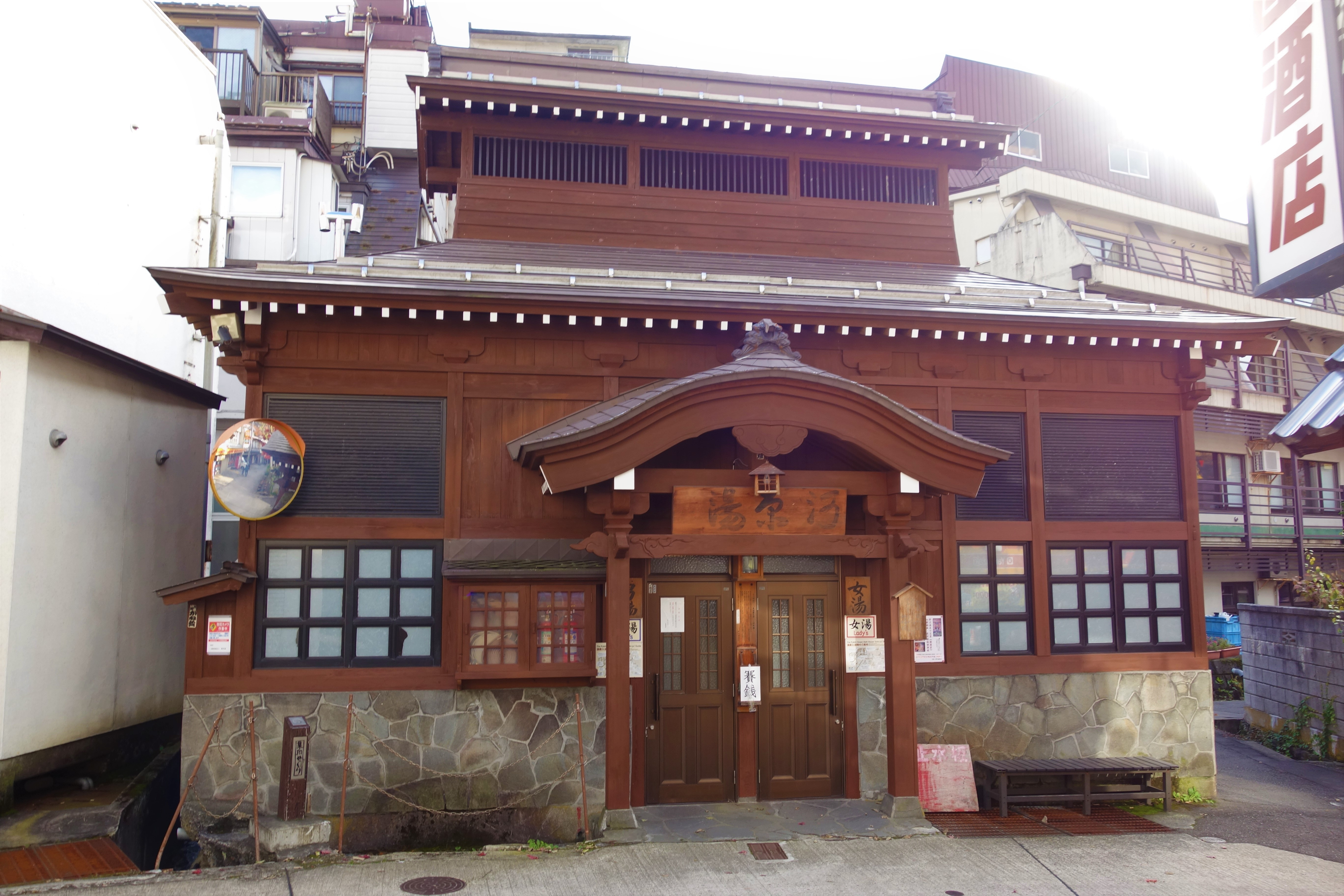
「河原湯」
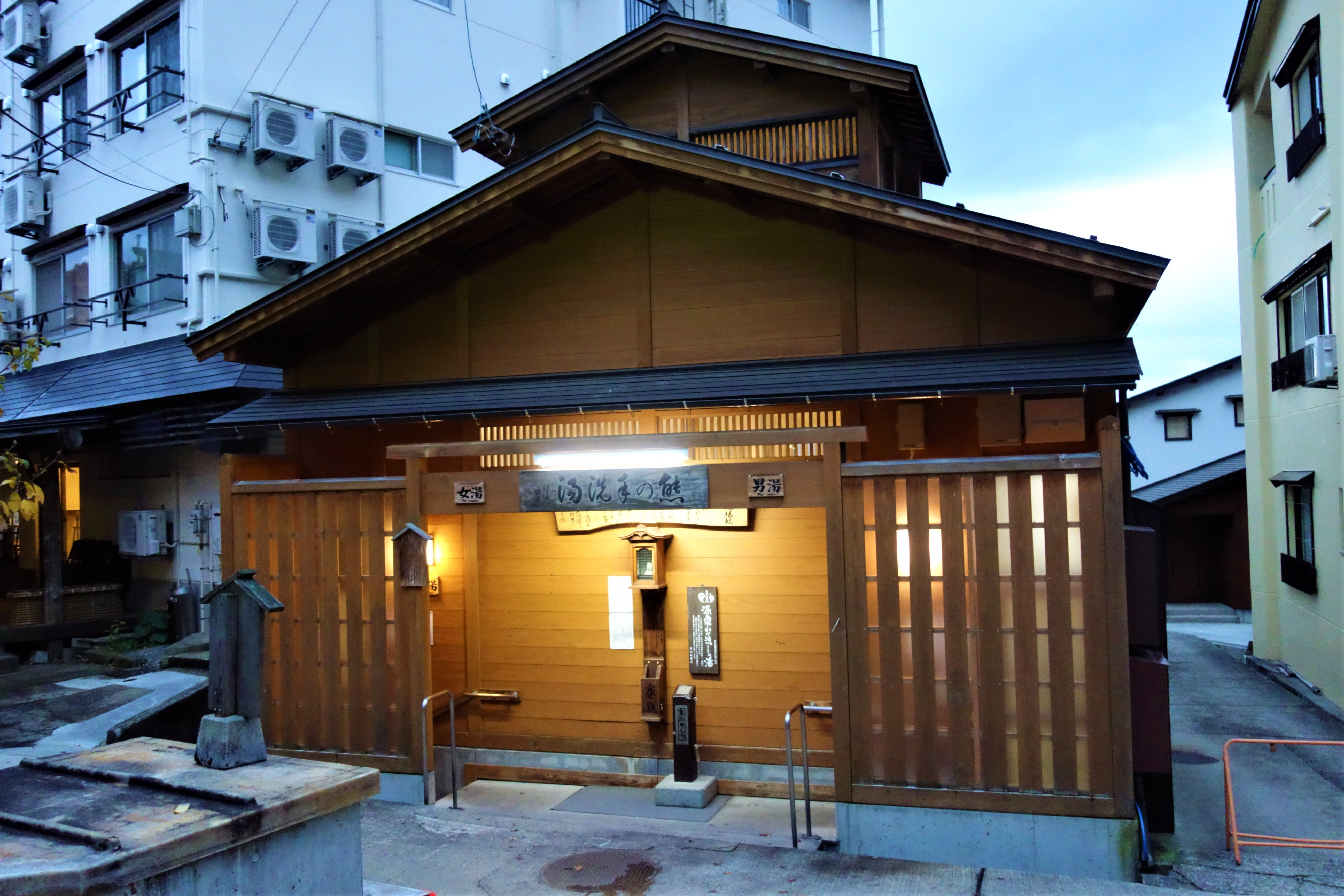
「熊の手洗湯」
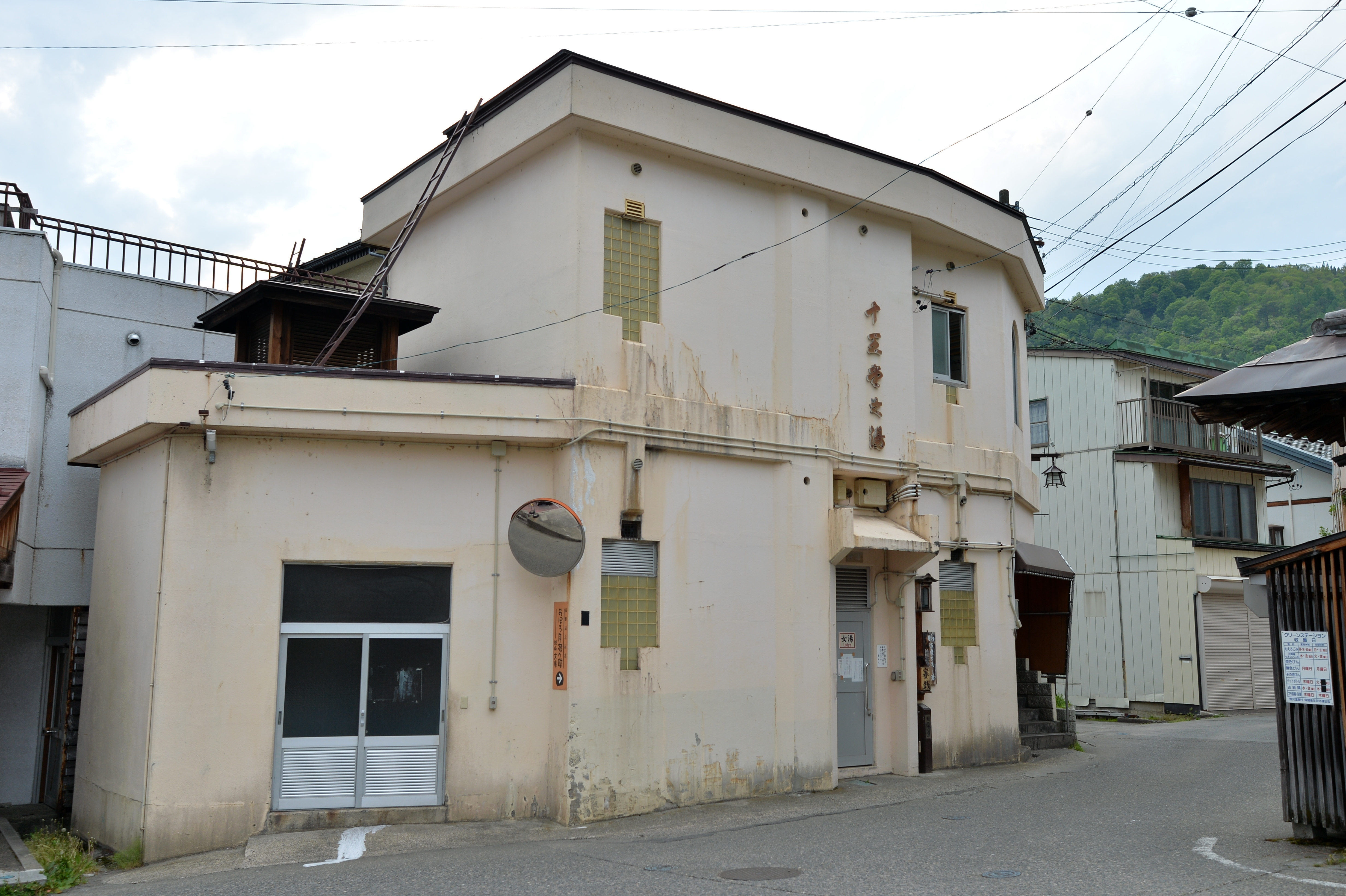
「十王堂の湯」
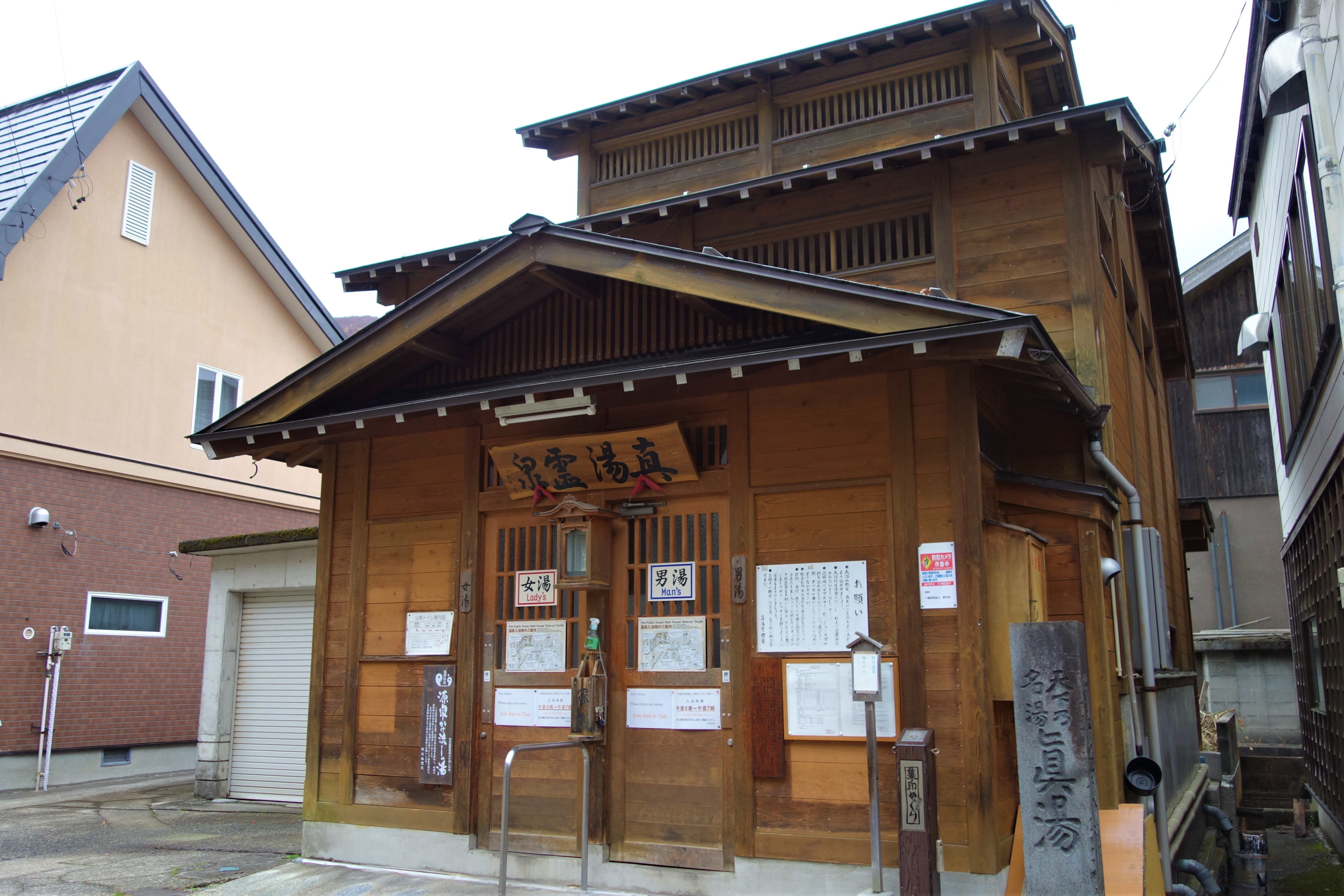
「真湯」
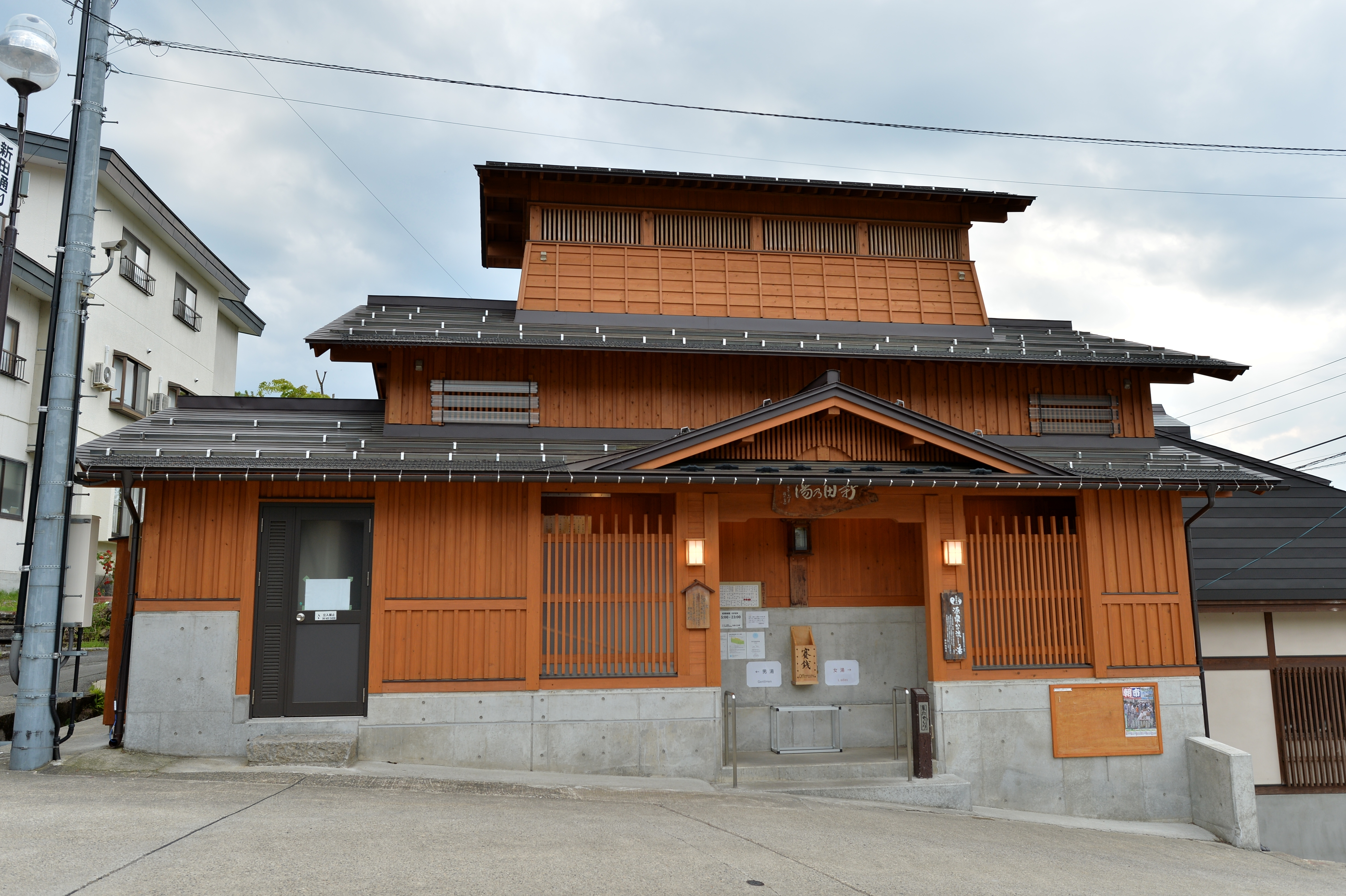
「新田の湯」
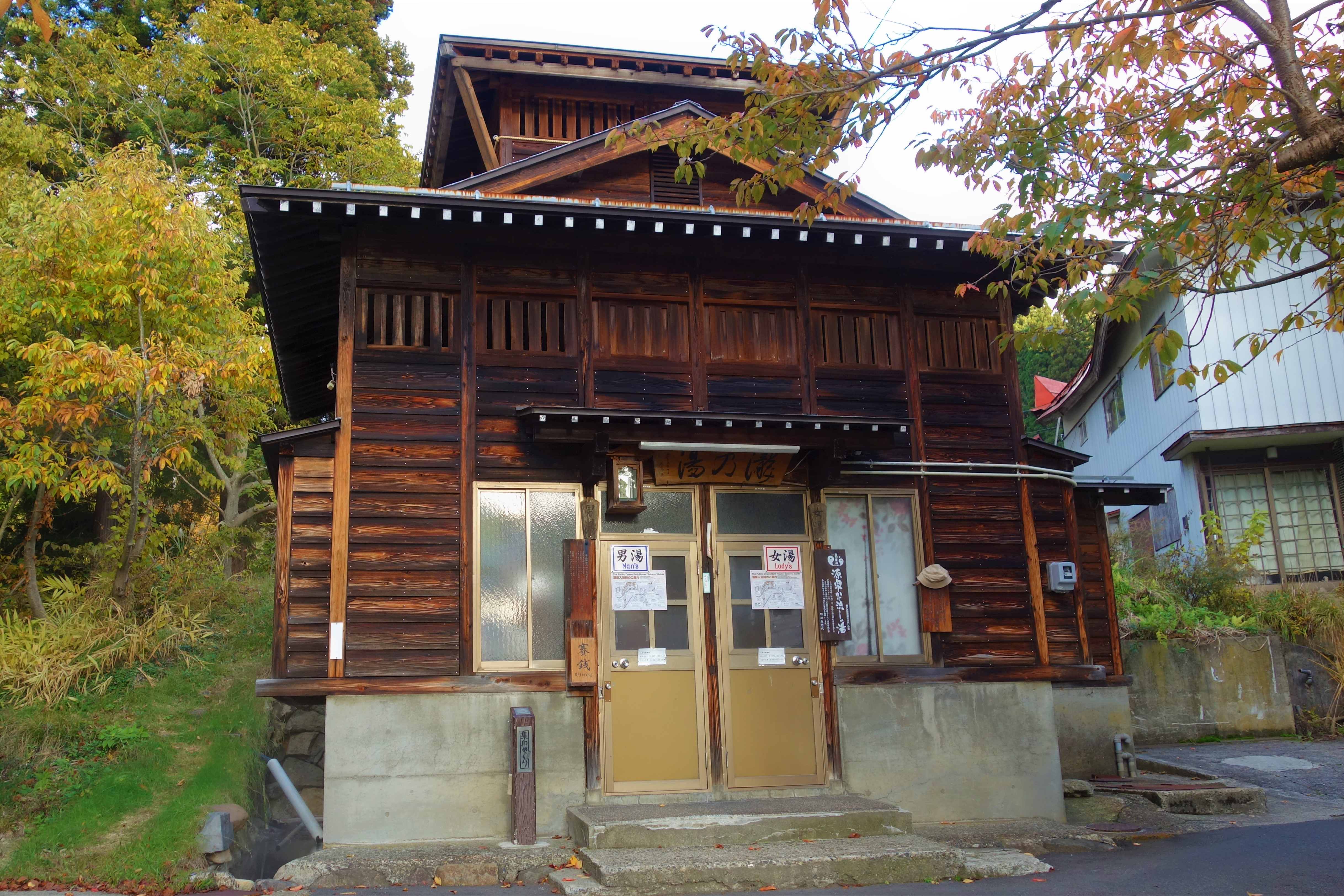
「滝の湯」
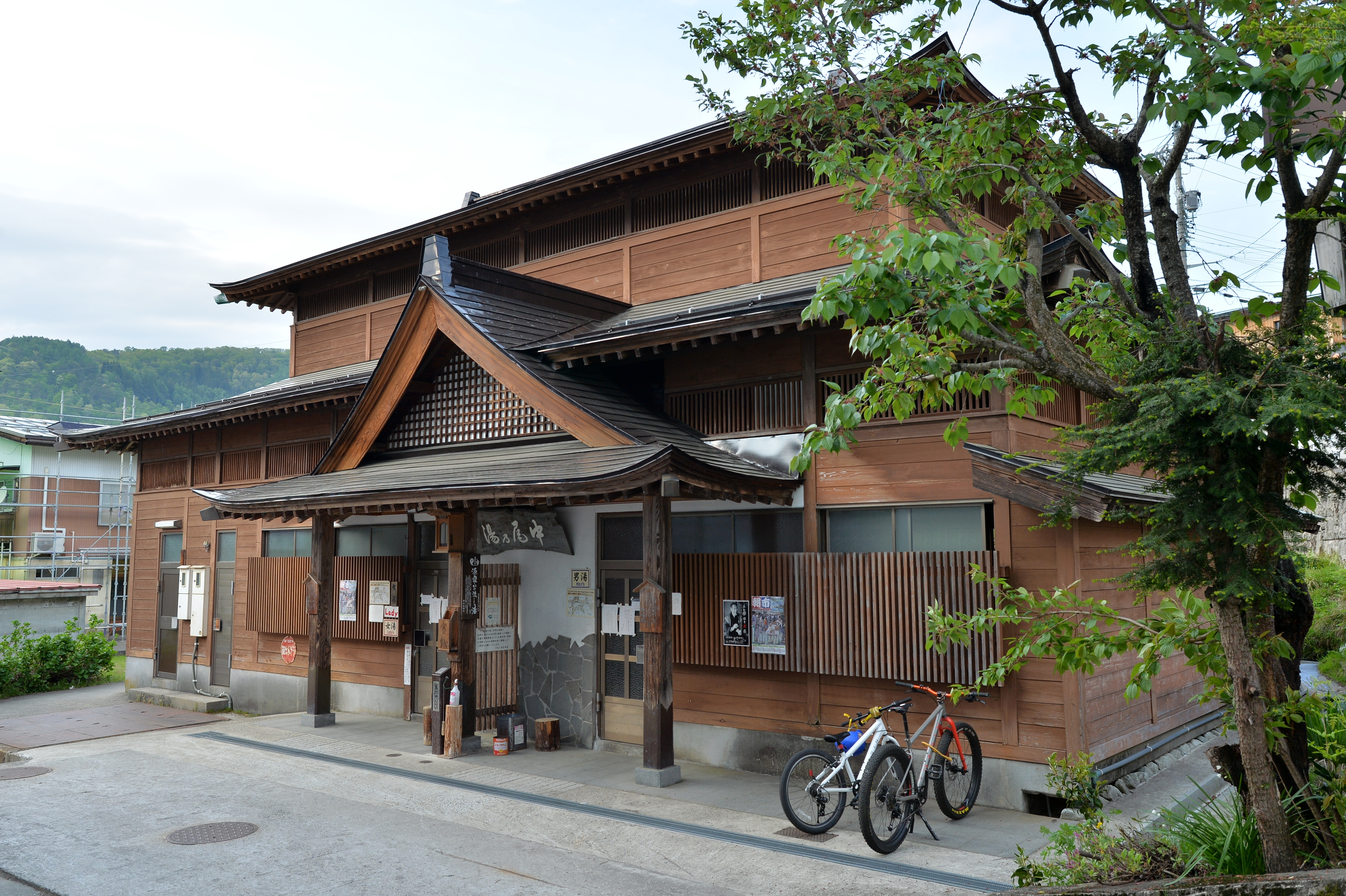
「中尾の湯」
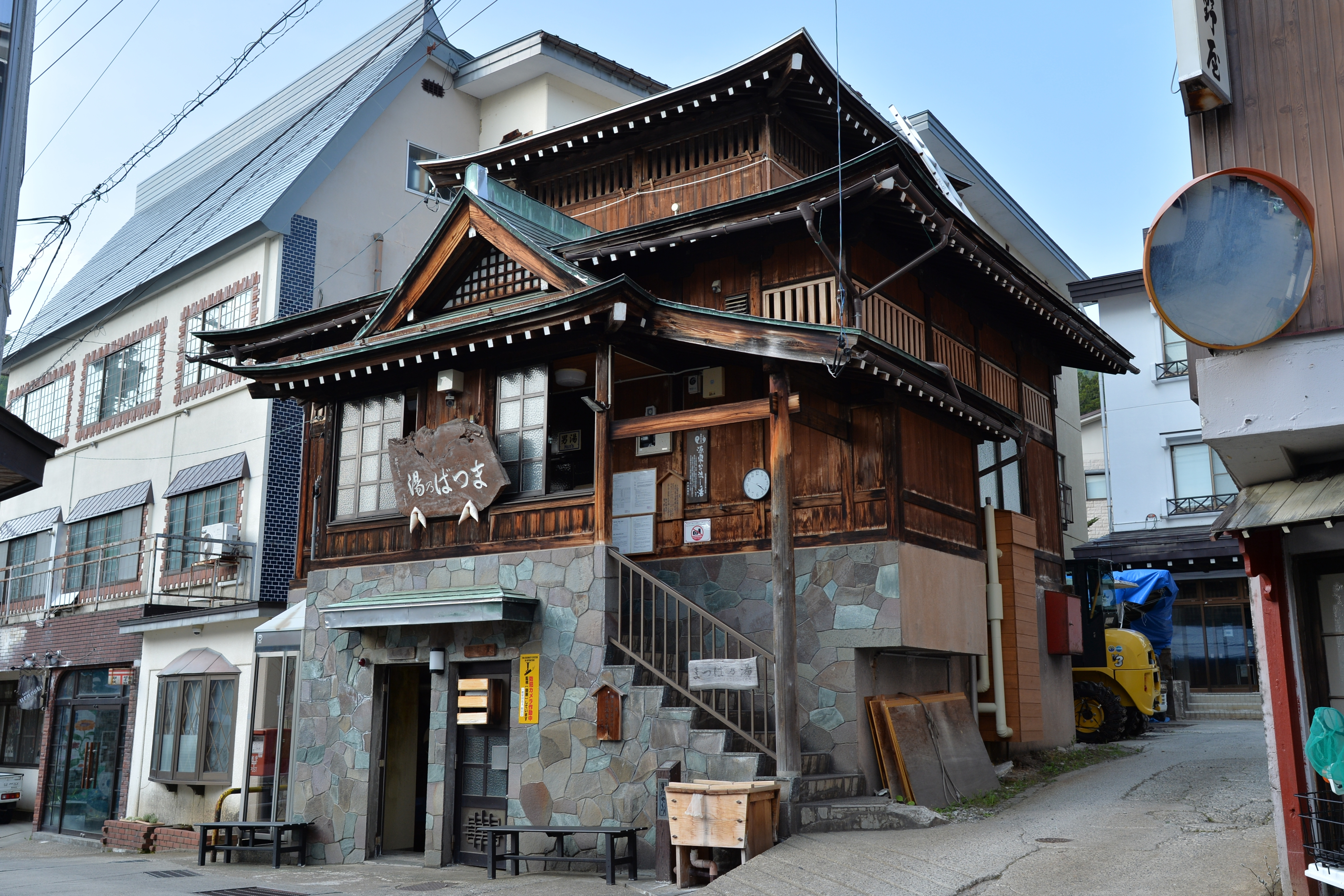
「松葉の湯」
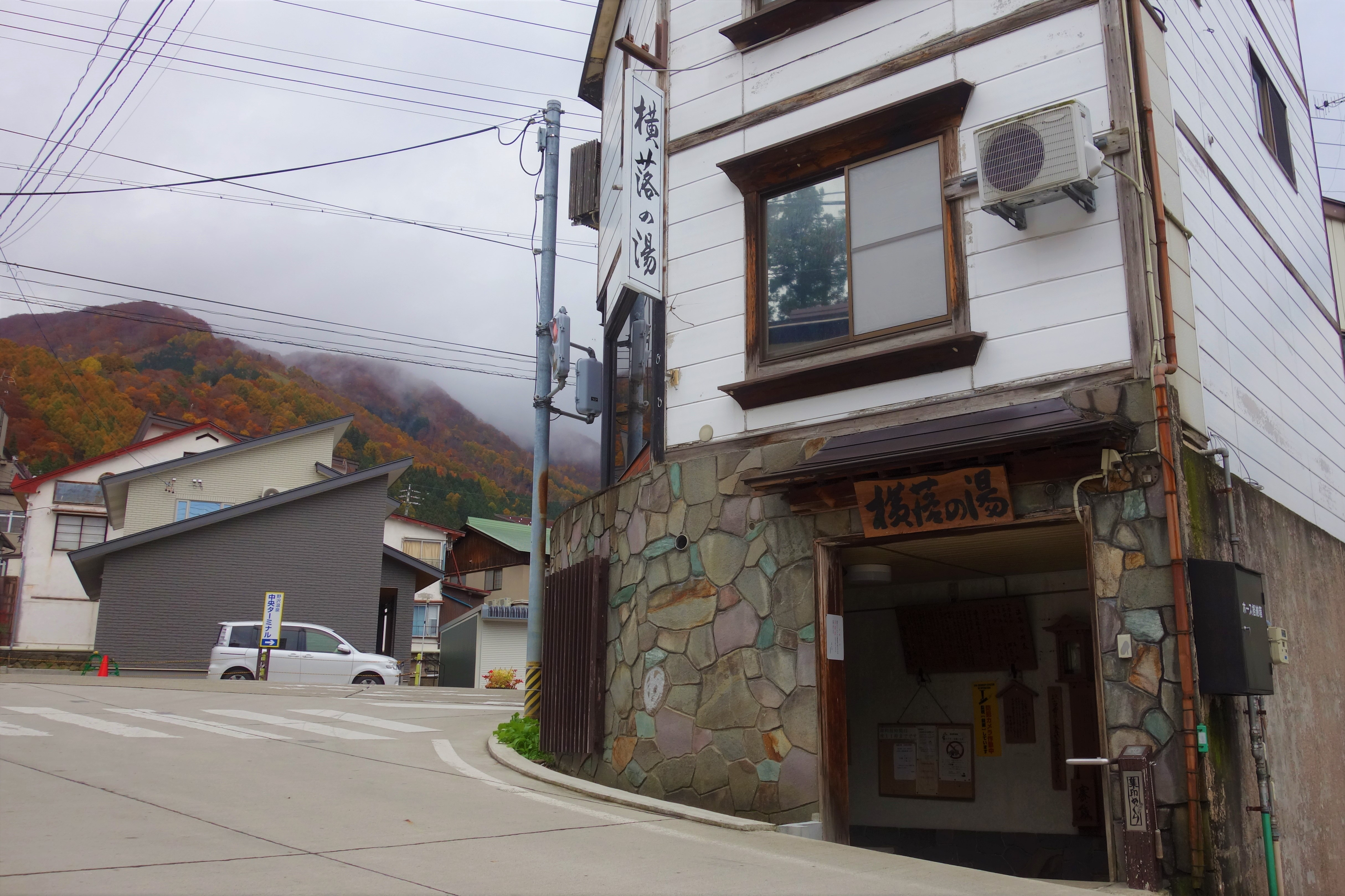
「横落の湯」
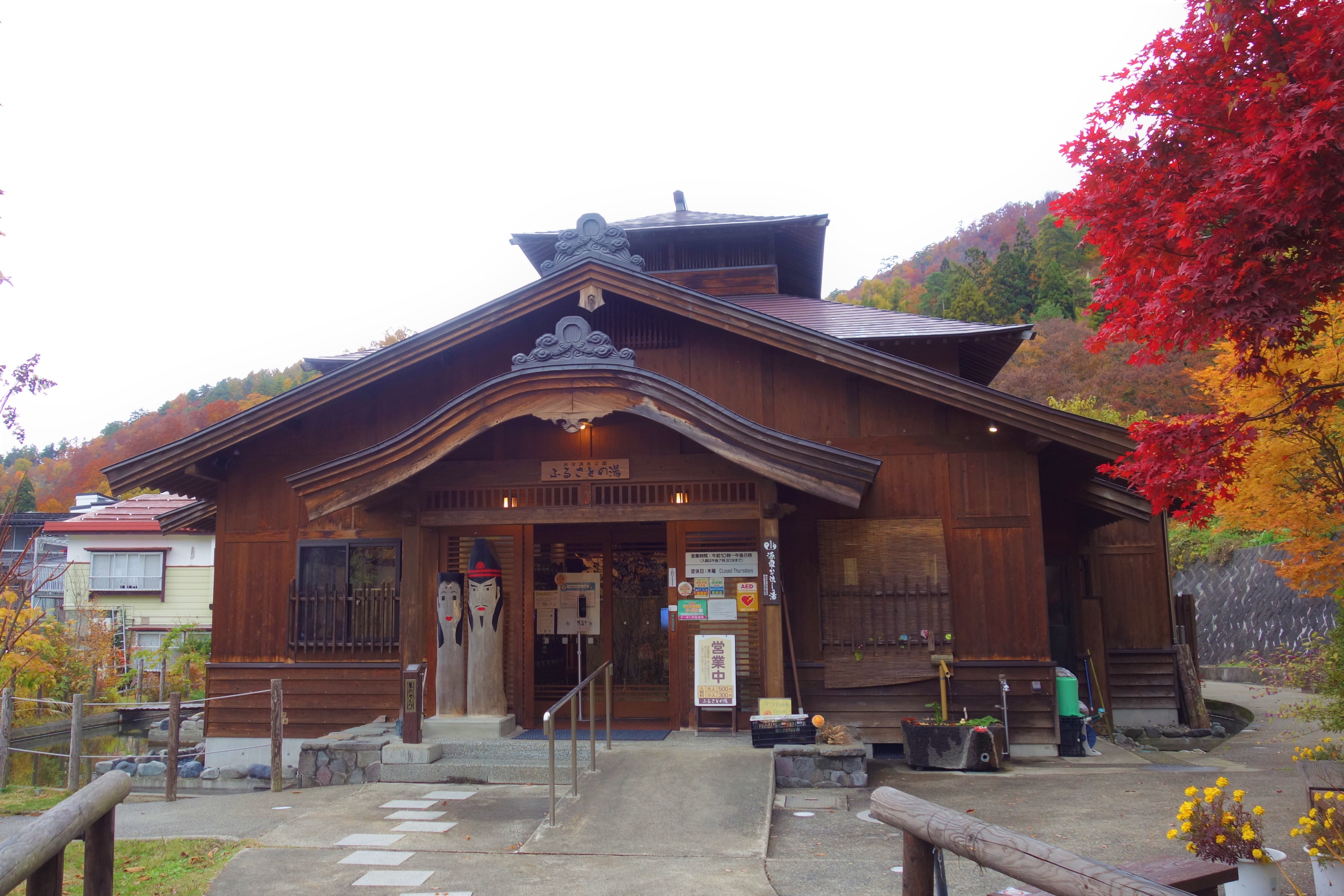
日帰り入浴施設「ふるさとの湯」

### 麻釜（おがま）
麻釜（おがま）は、100℃近い温度のお湯が湧出している場所。昔はこの高温湯を利用して麻を茹でて皮を剥ぎ、繊維を取っていた。現在は野菜や卵を茹でるなど食べ物の用途に使われる場合がほとんどである。麻釜周辺は火傷など危険防止のため、観光客は立ち入り禁止になっている。

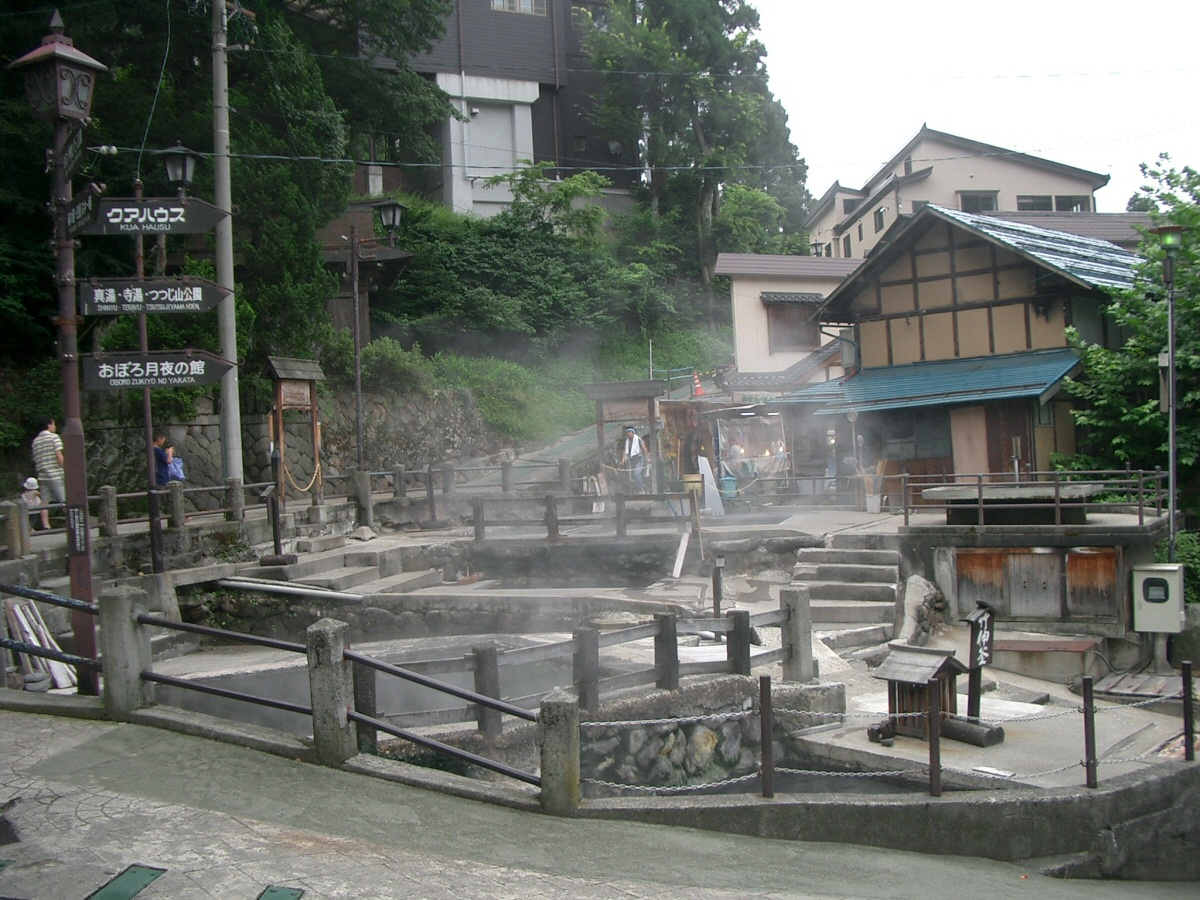
麻釜全景
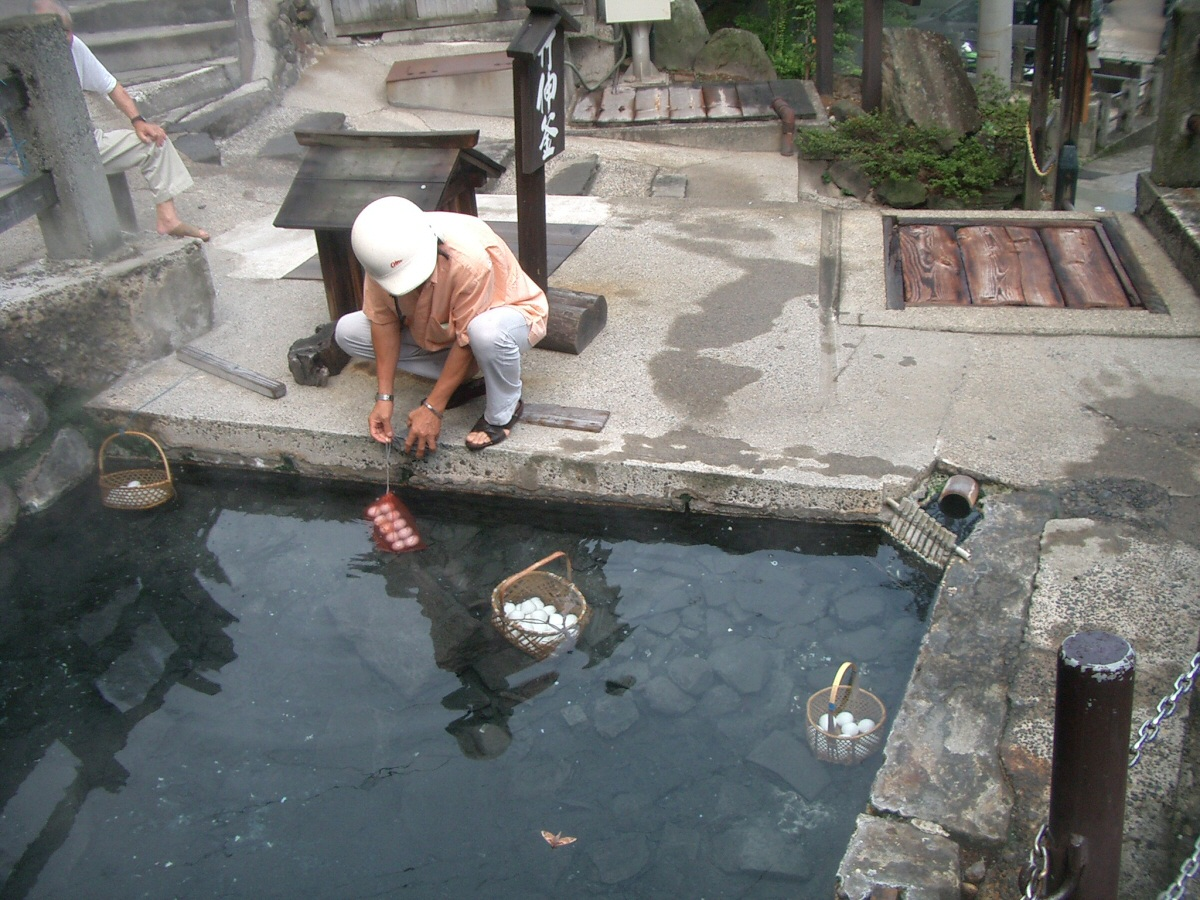
麻釜での温泉玉子造り

## 歴史
奈良時代に行基によって発見されたとされる。
鎌倉時代には犬養御湯として、名取御湯、信濃御湯とともに三御湯と呼ばれた（順徳天皇著『八雲御抄』）。但し犬養御湯ではなく三函御湯が入ることもある。
江戸時代には飯山藩主の湯治場が設けられた時期もあった。

## その他
温泉地のある野沢温泉村は、オーストリアチロル州サンクト・アントンの姉妹都市である。また、裏山には規模の大きい野沢温泉スキー場があり、内陸部の豪雪地帯であるため良質で豊富なパウダースノーを楽しむことができる。冬場は温泉とスキーを楽しむ事ができるため、村内には数多くの民宿が存在する。

### 野沢菜
野沢菜は野沢温泉の名物で、蕪菜の一種で長く伸びた茎と葉を漬物にして食べる。温泉街の北にある寺 健命寺の住職が江戸時代、京都遊学の際に大阪にある四天王寺から持ち帰った天王寺蕪の種が元祖と言われていたが、種子表皮細胞ほかに対する遺伝的研究から、これは否定されている。
野沢菜の収穫期には、各家庭が交代で麻釜や共同浴場に併設された洗濯湯を利用して、野沢菜を洗うことでも知られる。

## アクセス
- 鉄道
  - JR東日本北陸新幹線・飯山線飯山駅より、のざわ温泉交通「野沢温泉ライナー」で約25分、もしくは長電バスで約40分。
- 自動車
  - 上信越自動車道豊田飯山ICから県道・国道117号経由で約20km。
  - 関越自動車道塩沢石打ICから国道353号・117号経由で約70km。